# Mario Bros.
Vous lisez un « bon article » labellisé en 2011.
Pour l’article homonyme, voir Mario Bros. (Game and Watch).
Ne doit pas être confondu avec Super Mario Bros..
Mario Bros. (マリオブラザーズ, Mario Burazāzu) est un jeu d’arcade développé et édité par Nintendo en 1983. Il a été conçu par Shigeru Miyamoto comme la suite de Donkey Kong, avec lequel il constitue un des premiers jeux de plates-formes jamais créés.
Le jeu met en scène le plombier Mario — dénommé « Jumpman » auparavant dans Donkey Kong — qui doit, avec son frère Luigi, combattre des créatures apparaissant dans les égouts de New York.
Boudé des salles d'arcade à sa sortie, Mario Bros. trouve le succès en 1986 avec sa réédition sur Nintendo Entertainment System (NES) en se vendant à plus de 2,27 millions d’exemplaires dans le monde sur cette seule console. Le jeu a depuis été réédité sur de multiples plates-formes, notamment sur Game Boy Advance, ce qui lui valut des critiques lassées de la presse spécialisée, qui loue néanmoins l’efficacité du gameplay.

## Système de jeu
Mario Bros. met en scène deux plombiers moustachus : Mario et Luigi, qui doivent enquêter sur les égouts de New York après que d'étranges créatures y sont apparues.
Le but du jeu est d'éliminer tous les ennemis présents dans le niveau, niveau après niveau, en marquant le maximum de points et en essayant d'aller le plus loin possible. Des niveaux bonus dans lesquels il faut récupérer un maximum de pièces pour gagner plus de points sont présents. Il est possible de jouer à deux, le deuxième joueur contrôlant alors Luigi (un palette swap de Mario) et se trouvant en concurrence avec le premier.
Le jeu est composé de niveaux de petite taille et l'écran est fixe. Les niveaux comportent plusieurs étages dans lesquels les ennemis peuvent emprunter les tuyaux pour passer de l'étage inférieur à l'étage supérieur, et inversement. Sauter et courir sont les seuls mécanismes de gameplay de Mario Bros.. Il est possible de sortir d'un côté de l'écran pour apparaître de l'autre côté.
Pour terminer un niveau, le joueur doit vaincre les ennemis. Il doit pour ce faire frapper sous la plate-forme de l'ennemi ciblé en sautant depuis l'étage inférieur, et ainsi le retourner sur le dos. L'ennemi est alors vulnérable et il suffit de le toucher pour l'éliminer. Si le joueur n'élimine pas un ennemi vulnérable assez rapidement, celui-ci repart, sa couleur change et sa vitesse augmente. Un ennemi peut changer et augmenter sa vitesse par deux fois. Le joueur gagne des points à chaque ennemi éliminé. Contrairement aux jeux de la série Mario suivants, le joueur ne peut pas sauter sur les ennemis pour les écraser, sauf s'ils sont déjà sur le dos. Le dernier ennemi vivant du niveau, qui se distingue par sa couleur, adopte systématiquement la vitesse maximale.

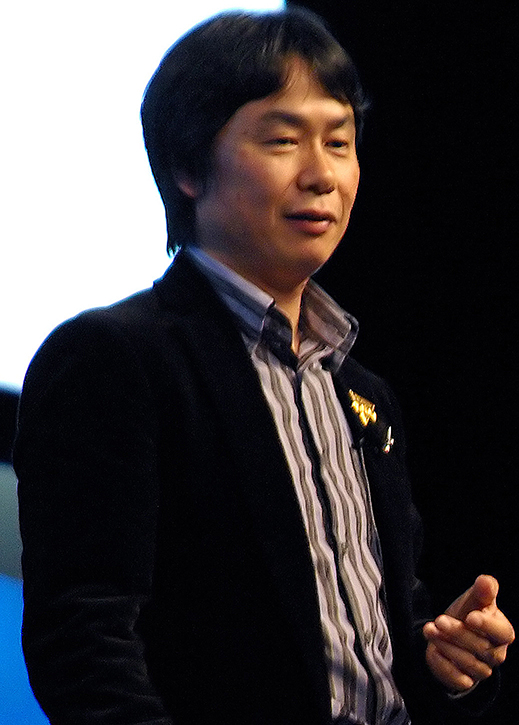
Shigeru Miyamoto (photo) et Gunpei Yokoi collaborent au design de Mario Bros..

Il existe trois types d'ennemis : les « Carapeurs » (et non Koopa Troopa, qui eux feront leur première apparition dans Super Mario Bros.), remplacés par les « Hériss » dans le mode de jeu de Super Mario Bros. 3 ou dans la version accompagnant Super Mario Advance) ; les « Zarbipas », qui nécessitent d'être frappés une fois de plus pour être vaincus et deviennent plus rapides après avoir été touchés une première fois ; et les « Fighter Fly », des mouches lentes mais difficiles à retourner du fait de leur capacité à voler. Dans Super Mario Bros. 3 on peut apercevoir Dry Bones, un Koopa Troopa zombie appelé Skelerex plus tard en France. D'autres ennemis existent qu'il n'est pas nécessaire d'éliminer pour terminer les niveaux : ce sont les boules de feu et les stalactites de glace, qui peuvent être éliminées en les frappant par en dessous. Les boules de feu peuvent brûler Mario, les stalactites de glace chutent à partir du dessous des plates-formes gelées et transforment le niveau en patinoire. Le joueur peut également utiliser le « bloc POW », qui retourne tout ennemi touchant le sol. On peut les utiliser trois fois par niveau. La version accompagnant la série Super Mario Advance en possède deux : un en bas du niveau (comme les autres versions) et un en haut.
Dans la version développée pour Super Mario Advance, un mode de jeu supplémentaire appelé « Battle » apparaît, le mode de jeu original étant alors renommé « Classic ». Dans ce mode Battle, l'objectif est de récupérer cinq pièces avant les autres joueurs. Il devient également possible de jouer à quatre dans cette version.

## Développement
Mario Bros. est créé par Shigeru Miyamoto et Gunpei Yokoi, deux des principaux développeurs de Donkey Kong. Dans Donkey Kong, Mario mourait s'il chutait de trop haut et Yokoi a suggéré à Miyamoto qu'il puisse à l'avenir tomber de n'importe quelle hauteur. Miyamoto n'était pas convaincu par l'idée, estimant que ça n'en faisait pas un jeu, mais a finalement accepté car il aimait l'idée que son personnage ait une capacité surhumaine. Yokoi suggère aussi l'idée de combattre les ennemis par-dessous, rendue possible par la présence de plusieurs étages. Mais éliminer tous les ennemis de cette façon serait trop simple, c'est pourquoi les développeurs ont intégré la contrainte de devoir toucher les ennemis après les avoir retournés pour les éliminer définitivement. Les « Carapeurs » naquirent de cette idée, en tant qu'ennemis ne pouvant être atteints que par en dessous.
Du fait de l'apparence de Mario dans Donkey Kong avec salopette, chapeau et grosse moustache, mais aussi de l'environnement du jeu, un grand réseau de tuyaux géants, Shigeru Miyamoto suggéra qu'il soit plombier plutôt que charpentier, et créa le jeu dans cette idée,. Selon l'histoire, Jumpman aurait été renommé Mario en référence à Mario Segale, propriétaire italo-américain des locaux de Nintendo of America, qui aurait débarqué pour réclamer un loyer.
Inspiré par plusieurs mangas, Miyamoto décida d'intégrer des terrains vagues entourés de tuyaux. Il pensait que New York était le meilleur cadre pour ce jeu à cause de son « réseau souterrain labyrinthique de canalisations d'eaux usées ». Les ennemis du jeu empruntent ces tuyaux pour entrer et sortir du niveau, ce qui évite qu'ils ne s'empilent en bas du niveau sans pouvoir remonter sur la plate-forme supérieure. La couleur verte des tuyaux, que le président de Nintendo Satoru Iwata trouvait singulière, a été choisie de Miyamoto qui disposait d'une palette de couleur limitée mais voulait garder une atmosphère colorée et estimait que le vert était la couleur la plus adaptée car ses nuances se combinent correctement.
Luigi (apparu pour la première fois dans le Game & Watch Mario Bros.) revient dans ce jeu pour être jouable en multijoueur. Il a été créé spécialement pour le mode multijoueur, en changeant simplement la palette de couleur. Le mode deux-joueurs ainsi que plusieurs aspects du gameplay sont inspirés d'un jeu appelé Joust.
Quant à la musique, le premier mouvement de Une petite musique de nuit, de Mozart est joué au début du jeu. Ce morceau a été réutilisé plus tard, notamment dans Dancing Stage Mario Mix et Super Smash Bros. Brawl.

## Portages et suites

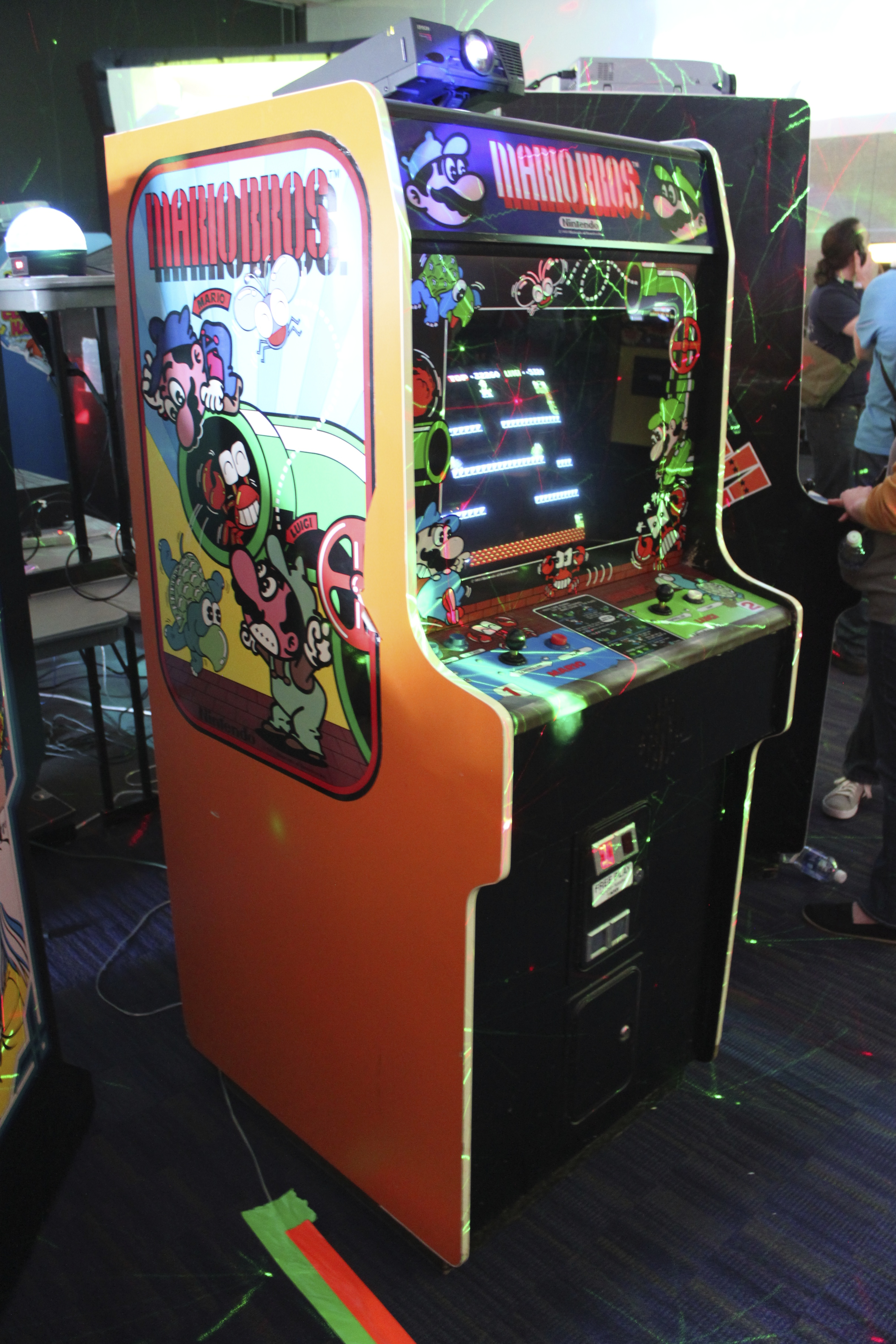
Borne d'arcade Mario Bros..

En 2008, Mario Bros. a été réédité sur plus de douze plates-formes différentes, comme jeu à part entière ou comme mini-jeu à l'intérieur d'autres jeux. Il a connu quelques suites mais, en tant que premier épisode de Mario, il marque surtout le début d'une longue série de jeux vidéo de plates-formes à succès, également déclinée en jeux de course dans la série Mario Kart, de tennis dans les jeux Mario Tennis ou en Party Game dans les jeux Mario Party, pour les séries dérivées les plus connues.
Le jeu a été porté sur Apple II, Atari 2600, Atari 5200, les ordinateurs Atari 8-bit, Atari 7800, Amstrad CPC, Sinclair Spectrum, et Commodore 64. Le dernier système a deux versions : le portage d'Atarisoft sorti en 1984 et une version de Ocean Software sortie en 1986. Mario Bros. sortira également sur Nintendo 3DS et devrait utiliser la caméra, la 3D ou un support analogique. Cette sortie a été annoncée à l'E3 2010 avec d'autres jeux NES et Super NES dans une démonstration technique appelée Classic Games.
Le jeu est contenu dans Mario and Luigi: Superstar Saga ainsi que dans les jeux de la série Super Mario Advance sur Game Boy Advance ; il est également inclus en tant que mini jeu dans Super Mario Bros. 3. Il a été réédité sur la console virtuelle de la Wii en Amérique du Nord, en Australie, en Europe et au Japon. La version NES est incluse en tant qu'objet (une borne d'arcade à installer dans sa maison) dans Animal Crossing sur GameCube. Elle requiert l'e-Reader, un accessoire pour Game Boy Advance, et une e-Card d'Animal Crossing de la deuxième série,. Cette version sort aussi dans la série Famicom Mini, la variante japonaise des jeux NES Classics ; elle n'est disponible qu'au Japon.
En 1984, Hudson Soft crée deux jeux différents basés sur Mario Bros.. Le premier est Mario Bros. Special, une version du Mario Bros. original ré-imaginé, avec de nouveaux niveaux, mécanismes et éléments de gameplay. Le second est Punch Ball Mario Bros., proposant un nouveau mécanisme de gameplay, imposant de lancer des balles pour assommer les ennemis. Les deux jeux sortent uniquement sur NEC PC-8801, FM-7, et Sharp X1. Les jeux sont jugés moyens, ni les meilleurs ni les pires de la série. À la fin des années 1980, une réédition améliorée appelée Mario Bros. Classic — connue sous le nom de Kaettekita Mario Bros. (かえってきたマリオブラザーズ, Return of Mario Bros. ou Mario Bros. Returns) au Japon — est également développée, sponsorisée par une entreprise alimentaire. Le gameplay est remanié, offre quelques éléments supplémentaires, et le jeu contient en outre des scènes cinématiques et des publicités. Nintendo y fait également de la publicité pour son jeu Super Mario Bros., qui doit sortir le mois suivant. Une suite de Mario Bros., produite par Nintendo, Mario Clash, sort en 1995 sur Virtual Boy. C'est le premier Mario en 3D et il est fortement inspiré de Mario Bros.. Le but du jeu est de tuer tous les ennemis en leur lançant dessus des carapaces de Koopas.

## Accueil

### Critique
Mario Bros. a rencontré un succès assez modéré dans les salles d'arcade japonaises. Les bornes d'arcade du jeu se sont alors faites assez rares.
Le créateur de jeu vidéo Dave Ellis le considère comme un des jeux « classiques » les plus mémorables. Beaucoup s'accordent à dire qu'il s'agit du premier véritable jeu Mario, celui qui a posé les bases de la série,.
Les jeux Super Mario Advance et Mario and Luigi: Superstar Saga contiennent tous la même version de Mario Bros.. Le jeu, inclus d'abord dans le premier Super Mario Advance, est loué pour sa simplicité et ses capacités divertissantes. IGN l'a trouvé divertissant dans son test de Super Mario World: Super Mario Advance 2, mais aurait préféré que les développeurs aient intégrés un nouveau jeu à la place. Leur test de Yoshi's Island: Super Mario Advance 3 est plus sévère que leur test de Super Mario Advance 2, car Nintendo a choisi de supprimer plusieurs mini jeux présents dans la version Super NES de ce jeu et les a remplacés par une version de Mario Bros. identique aux versions précédentes. Le test de GameSpot de Super Mario Bros. 3: Super Mario Advance 4 considère que cet élément qu'il juge inutile aurait pu simplement être supprimé. Les autres testeurs ne sont pas aussi sévères concernant le fait d'inclure ce jeu dans la série Super Mario Advance mais un test de GameSpy déplore la complexité de jouer en multijoueur sur la version incluse dans Super Mario Advance 2 car elle requiert au moins deux Game Boy Advance, une cartouche du jeu et un câble link.
La version Console virtuelle de Mario Bros., identique à la version originale, est hautement critiquée. Dans un test du jeu, GameSpot le qualifie de « mauvais portage de la version arcade ». GameSpot déplore le fait qu'en plus d'être un mauvais portage, il conserve les défauts techniques du jeu original. Il critique également le nombre important de portages de Mario Bros., disant qu'il n'est finalement qu'un des multiples portages du jeu dans l'histoire de Nintendo. IGN, sans faire de comparaison avec la version arcade et NES, apprécie le gameplay de la version Console virtuelle. IGN est également d'accord quant au nombre de portages, considérant qu'étant donné que la plupart des gens ont Mario Bros. dans un des jeux Super Mario Advance, cette version ne vaut pas 500 points Wii. La version e-Reader est légèrement mieux accueillie par IGN, qui vante le gameplay, mais regrette l'absence de mode multijoueur ainsi que son prix, étant donné les versions Super Mario Advance.

### Ventes
À ce jour, la version NES de Mario Bros. s'est vendue à plus de 1,63 million d'exemplaires au Japon, et sa réédition au sein de la gamme Famicom Mini s'est écoulée à plus de 90 000 copies, toujours au Japon,. La version NES s'est vendue à plus de 2,27 millions d’exemplaires dans le monde. Sa suite spirituelle Super Mario Bros., sortie deux ans plus tard (1985), deviendra le plus gros succès commercial de la NES en dépassant les 40 millions d'exemplaires vendus, et imposera des codes qui sont encore d'actualité.